# اچ‌ام‌اس مردیت (۱۷۶۳)
اچ‌ام‌اس مردیت (۱۷۶۳) (به انگلیسی: HMS Meredith (1763)) یک کشتی بود که طول آن ۵۴ فوت ۶ اینچ (۱۶٫۶۱ متر) بود.